# 440 aC
El 440 aC va ser un any del calendari romà prejulià. Era l'any 314 ab urbe condita. La denominació 440 aC per a aquest any s'ha emprat des de l'edat mitjana, quan el calendari Anno Domini va ser el mètode més usat a Europa per a anomenar els anys.

## Esdeveniments
- Primera fam registrada en escrits, a Roma. Aquell any es va crear la figura del Praefectus annonae, encarregat del proveïment de gra als mercats de Roma,[2]
- Kao Wang esdevé sobirà de la Dinastia Zhou.[3]
- Inici de la revolta de Samos contra Atenes, a causa d'una discussió amb Milet per la possessió de Priene. Milet, que es troba en desavantatge, va apel·lar a Atenes. Pèricles amb una esquadra de 40 naus, enderroca el govern oligàrquic de Samos, pren ostatges i deixa una guarnició.[4]
- A Roma van ser elegits cònsols Pròcul Gegani Macerí i Luci Meneni Lanat.[5]

## Necrològiques
- Mort de Ducetius, rei dels sículs (data probable).[6]